# Мамбаи
Мамбаи (порт. Mambaí) — муниципалитет в Бразилии, входит в штат Гояс. Составная часть мезорегиона Восток штата Гойяс. Входит в экономико-статистический микрорегион Ван-ду-Паранан. Население составляет 5199 человек на 2006 год. Занимает площадь 859,555 км². Плотность населения — 6,4 чел./км².

## Статистика
- Валовой внутренний продукт на 2003 год составляет 11 803 571,00 реалов (данные: Бразильский институт географии и статистики).
- Валовой внутренний продукт на душу населения на 2003 год составляет 2272,10 реала (данные: Бразильский институт географии и статистики).
- Индекс развития человеческого потенциала на 2000 год составляет 0,647 (данные: Программа развития ООН).